# Burning Man

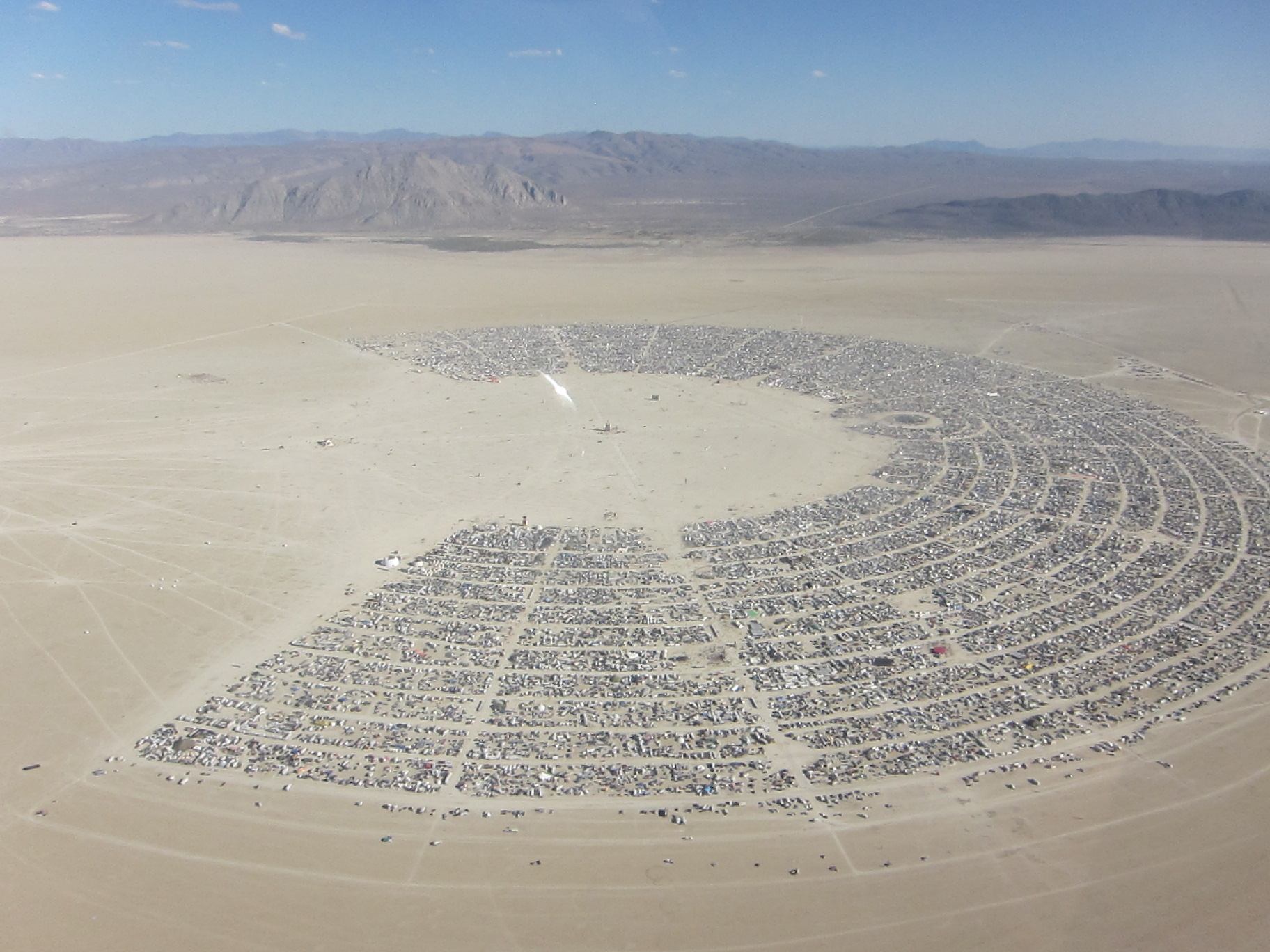
Vista aérea do festival em 2010

Burning Man é um evento de experimento social colaborativo e de comunidade, podemos dizer também que é um evento de contracultura, realizado anualmente desde 1986 em Black Rock Desert, no estado americano de Nevada, costuma atrair mais de 50 mil pessoas.

## O Evento
Costuma-se dizer que o "Burning Man" não é um festival típico, mas uma metrópole participativa construída por seus cidadãos.
O Festival conta com uma grande galeria de arte a céu aberto, chamada de “Playa”. Em seu centro, há uma escultura gigante de madeira denominada “Burning Man”. Essa escultura remete ao surgimento do festival que se iniciou com dois amigos, Larry Harvey e Jerry James, que juntos, improvisaram um homem de madeira em Baker Beach, São Francisco, durante o solstício de verão e depois o queimaram, com algumas pessoas presentes participando do momento, surgiu a ideia de que repetissem o ato no ano seguinte. E assim deu início ao Festival, que acabou se repetindo todo ano, cada vez com um número maior de pessoas. 
Pessoas nuas com os corpos pintados, carros decorados, barracas enfeitadas, instalações gigantescas, sol forte, isto é o Burning Man, um festival anual que acontece no deserto de Nevada todos os anos. A proposta é ser um evento onde todos são encorajados a se expressarem. Não importa o que você faça, desde que seja criativamente.
Existem vários boatos sobre o que é o Burning Man, alguns dizem que é um festival pagão, outros pensam que é o Woodstock dos anos 90 ou um festival hippie onde tudo é permitido. Mas a verdadeira intenção do evento é ser um fenômeno populista propagado pela Internet, considerado por muitos como um experimento social. Burning Man quer ser uma alternativa para a cultura de massas a sociedade consumista e capitalista. [carece de fontes?]

## Black Rock City
Em 1990, o ato de queimar o homem de madeira foi impedido pela polícia do local, o que os obrigou a procurar um outro local. Em 1991, decidiram realizar a queima no meio do deserto de Black Rock, 120 milhas ao norte de Reno, no estado de Nevada, EUA. Desde então, o evento passou a ser realizado no local, que mostrou-se perfeito para a ocasião, uma vez que, distante da cidade, não perturbava a ninguém e permitia mais liberdade. Black Rock é organizada inteiramente por voluntários e possui uma infraestrutura especialmente planejada e desenhada, assim como serviços comunitários essenciais como emergência e segurança: apenas o necessário para garantir o funcionamento do Festival e a sobrevivência das pessoas.

## Arte e Performance
Todos no Festival são participantes ativos em todos os sentidos. A cidade é criada por seus “cidadãos” e isso inclui todas as formas de interação, arte e performances a fim de que todos vivam e sintam ao extremo a experiência do “Burning Man. A participação é o princípio do Festival.
Uma das principais obras de arte do Burning Man, (além da “Man”) é “O Templo”. A obra é inaugurada por um abraço coletivo. Ao longo do Festival, os participantes deixam na obra, mensagens, fotos, objetos pessoais e lembranças de pessoas que se foram. Ao final do evento, o último ato do festival, é a queima do Templo, acredita-se que a fumaça da queima leve para longe o sofrimento e o desejo causado pelas pessoas perdidas.